# كيم كيو سون
كيم كيو سون (بالكورية: 김규선)‏ هي ممثلة كورية جنوبية. ولدت يوم 26 يوليو 1988 في سول في كوريا الجنوبية.

## روابط خارجية
- كيم كيو سون على موقع IMDb (الإنجليزية)
- كيم كيو سون على موقع قاعدة بيانات الفيلم (الإنجليزية)